# Gare de Mâlain
La gare de Mâlain est une gare ferroviaire française de la ligne de Paris-Lyon à Marseille-Saint-Charles, située sur le territoire de la commune de Mâlain, dans le département de la Côte-d'Or, en région Bourgogne-Franche-Comté.
C'est une halte ferroviaire de la Société nationale des chemins de fer français (SNCF) desservie par des trains du réseau TER Bourgogne-Franche-Comté.

## Situation ferroviaire
Établie à 369 m d'altitude, la gare de Mâlain est située au point kilométrique (PK) 295,290 de la ligne de Paris-Lyon à Marseille-Saint-Charles, entre les gares de Blaisy-Bas et de Lantenay.

## Fréquentation
De 2015 à 2023, selon les estimations de la SNCF, la fréquentation annuelle de la gare s'élève aux nombres indiqués dans le tableau ci-dessous.
| Année     | 2015   | 2016   | 2017   | 2018   | 2019   | 2020   | 2021   | 2022   | 2023   |
| --------- | ------ | ------ | ------ | ------ | ------ | ------ | ------ | ------ | ------ |
| Voyageurs | 35 307 | 35 658 | 34 726 | 33 070 | 35 042 | 36 504 | 43 075 | 62 336 | 59 698 |

## Service voyageurs

### Accueil
Halte SNCF, c'est un point d'arrêt non géré (PANG) à accès libre.
Une passerelle qui surplombe les voies permet le passage d'un quai à l'autre.

### Desserte
Mâlain est desservie par des trains du réseau TER Bourgogne-Franche-Comté qui effectuent des missions entre les gares de Dijon-Ville et Les Laumes - Alésia ou Auxerre-Saint-Gervais.

### Intermodalité
Un parc pour les vélos et un parking pour les véhicules sont aménagés.